# Salix petrophila
Salix petrophila är en videväxtart som beskrevs av Per Axel Rydberg. Salix petrophila ingår i släktet viden, och familjen videväxter. Inga underarter finns listade i Catalogue of Life.